# آرثر بريفرمان
آرثر بريفرمان (بالإنجليزية: Arthur Braverman)‏ هو مترجم ومؤلف أمريكي، ولد في 8 ديسمبر 1942 في ذا برونكس في الولايات المتحدة. وهو يُرجم من اللغة اليابانية إلى اللغة الإنكليزية.

## سيرته
عاش بريفرمان، وهو ممارس لبوذية الزن، في اليابان لمدة سبع سنوات ودرس في معبد أنتاي جي في عام 1969 تحت إشراف كوشو أوشياما. وفي عام 1978 عاد إلى الولايات المتحدة ودرس اليابانية الكلاسيكية في جامعة كولومبيا. وهو يعيش في أوجاين، كاليفورنيا مع زوجته.

## مؤلفاته
- Living and Dying in Zazen: Five Zen Masters of Modern Japan
- Dharma Brothers: Kodo and Tokujoo, An historical novel based on the lives of two Zen masters, Kodo Sawaki and Kozan Tokujoo Kato.
- Bronx Park: A Pelham Parkway Tale, a work of fiction set in the 1950s/1960s centered around friendship in the Bronx.

## أعماله الترجمية
- Mud and Water: The Collected Teachings of Zen Master Bassui
- Warrior of Zen: The Diamond-Hard Wisdom Mind of Suzuki Shosan
- A Quiet Room: The Poetry of Zen Master Jakushitsu